# Yamato (Band)

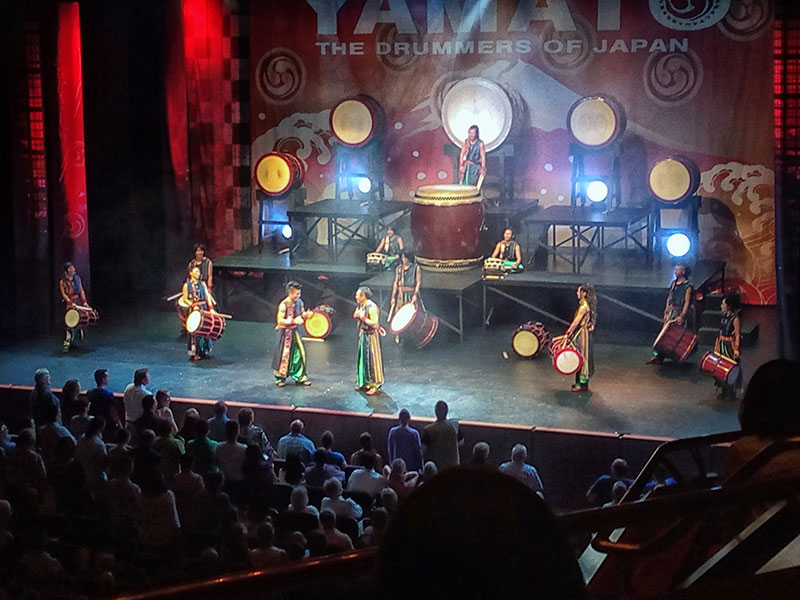
Yamato in Frankfurt, 2016

Wadaiko Yamato (和太鼓倭) ist eine Gruppe von japanischen Taiko- und Wadaiko-Trommlern. Sie wurde 1993 von Masa Ogawa in der Präfektur Nara, das als das Land der Yamato bekannt ist und als Wiege der japanischen Kultur angesehen wird, gegründet. Für den Gruppennamen wird das Kanji-Zeichen 倭 (gesprochen: Yamato) benutzt, welches in der Schriftsprache so viel wie „das ursprüngliche, historische Japan“ bedeutet und eine Anspielung auf die Wurzeln ist, auf die sich die Gruppe bezieht.

## Geschichte
Die Philosophie der Gruppe ist, dass der Trommelschlag, wie der Herzschlag, der eigentliche Takt des Lebens ist („the drumbeat, like the heartbeat, is the very pulse of life“). Yamato startete 1998 eine Welttour und war bereits in der Volksrepublik China, Südkorea, Indonesien und Singapur, wie auch in Südamerika und Europa (70 Konzerte in Belgien, Großbritannien, den Niederlanden, Österreich und Deutschland). Die meisten ihrer Auftritte finden in Japan statt. 2004 traten sie in zahlreichen osteuropäischen Ländern auf. Am 1. April 2006 trat Yamato in Wetten, dass..? und am 9. Juni 2007 in Verstehen Sie Spaß? auf.